# Horse Cave
Horse Cave és una població dels Estats Units a l'estat de Kentucky. Segons el cens del 2000 tenia 2.252 habitants.

## Demografia
Segons el cens del 2000, Horse Cave tenia 2.252 habitants, 977 habitatges, i 601 famílies. La densitat de població era de 292,8 habitants/km².
Dels 977 habitatges en un 28% hi vivien nens de menys de 18 anys, en un 40,2% hi vivien parelles casades, en un 18,2% dones solteres, i en un 38,4% no eren unitats familiars. En el 34,8% dels habitatges hi vivien persones soles el 16,8% de les quals corresponia a persones de 65 anys o més que vivien soles. El nombre mitjà de persones vivint en cada habitatge era de 2,21 i el nombre mitjà de persones que vivien en cada família era de 2,84.
Per edats la població es repartia de la següent manera: un 21,8% tenia menys de 18 anys, un 8,8% entre 18 i 24, un 26,4% entre 25 i 44, un 22,6% de 45 a 60 i un 20,3% 65 anys o més.
L'edat mediana era de 40 anys. Per cada 100 dones de 18 o més anys hi havia 72,5 homes.
La renda mediana per habitatge era de 21.134 $ i la renda mediana per família de 28.026 $. Els homes tenien una renda mediana de 25.905 $ mentre que les dones 18.457 $. La renda per capita de la població era de 17.861 $. Entorn del 24,1% de les famílies i el 27,9% de la població estaven per davall del llindar de pobresa.

## Poblacions més properes
El següent diagrama mostra les poblacions més properes.